# Claude Forand
Pour les articles homonymes, voir Forand.
 (août 2010).
Si vous disposez d'ouvrages ou d'articles de référence ou si vous connaissez des sites web de qualité traitant du thème abordé ici, merci de compléter l'article en donnant les références utiles à sa vérifiabilité et en les liant à la section « Notes et références ».
Œuvres principales
- Ainsi parle le Saigneur (2007)
- Un moine trop bavard (2011)

Claude Forand (né le 5 septembre 1954 à Plessisville au Canada) est un auteur et un traducteur canadien.

## Biographie
Claude Forand est né en 1954 à Plessiville (Québec) et habite à Toronto. Après des études en science politique et en journalisme, il a travaillé comme journaliste à la pige. Il est aujourd’hui traducteur agréé et mène en parallèle une carrière d’écrivain de polars. Il écrit notamment des romans policiers pour adolescents, mettant en scène l'inspecteur Roméo Dubuc, de la Sûreté du Québec.

## Œuvres

### Romans et nouvelles
- Le perroquet qui fumait la pipe et autres nouvelles insolites, 1998, 156 p. (ISBN 2921365804)
- Le cri du chat, Montréal, Éditions Triptyque, 1999, 220 p. (ISBN 9782890313361)
- Ainsi parle le Saigneur, Ottawa, Éditions David, 2007 (1re éd. 2006), 216 p. (ISBN 2895970599)
- On fait quoi avec le cadavre, Ottawa, Éditions David, 2009, 166 p. (ISBN 9782895971108)
- R.I.P. Histoires mourantes, Ottawa, Éditions David, 2009, 168 p. (ISBN 9782895970934)
- Un moine trop bavard, Ottawa, Éditions David, 2011, 308 p. (ISBN 9782895972013)
- Le député décapité, Ottawa, Éditions David, 2014, 226 p. (ISBN 9782895974314)
- Cadavres à la sauce chinoise, Ottawa, Éditions David, 2016, 200 p. (ISBN 9782895975502)
- Le pire vampire, Ottawa, Éditions David, 2019, 216 p. (ISBN 9782895976714)

### Collectifs
- Le sifflet de Joseph et autres récits, Ottawa, Centre franco-ontarien de ressources pédagogiques, 2011, 68 p. (ISBN 9782895818830)

### Œuvres traduites
- In the Claws of the Cat  (trad. Jo-Anne Elder), Guernica Editions, 2006, 152 p. (ISBN 1550712586)

## Prix et honneurs
- 2007 : Finaliste au Prix Trillium pour le roman Ainsi parle le Saigneur[4]
- 2008 : Prix des lecteurs 15-18 Radio-Canada pour Ainsi parle le Saigneur[5]
- 2013 : Prix du livre d'enfant Trillium pour Un moine trop bavard[6]